# Carex damiaoshanensis
Carex damiaoshanensis là một loài thực vật có hoa trong họ Cói. Loài này được X.F.Jin & C.Z.Zheng mô tả khoa học đầu tiên năm 2008.